# آرتور لی دیکسون
آرتور لی دیکسون (انگلیسی: Arthur Lee Dixon؛ ۲۷ نوامبر ۱۸۶۷ – ۲۰ فوریهٔ ۱۹۵۵) یک دانشمند در زمینه ریاضیات اهل بریتانیا بود.